# 佐世保市地方卸売市場

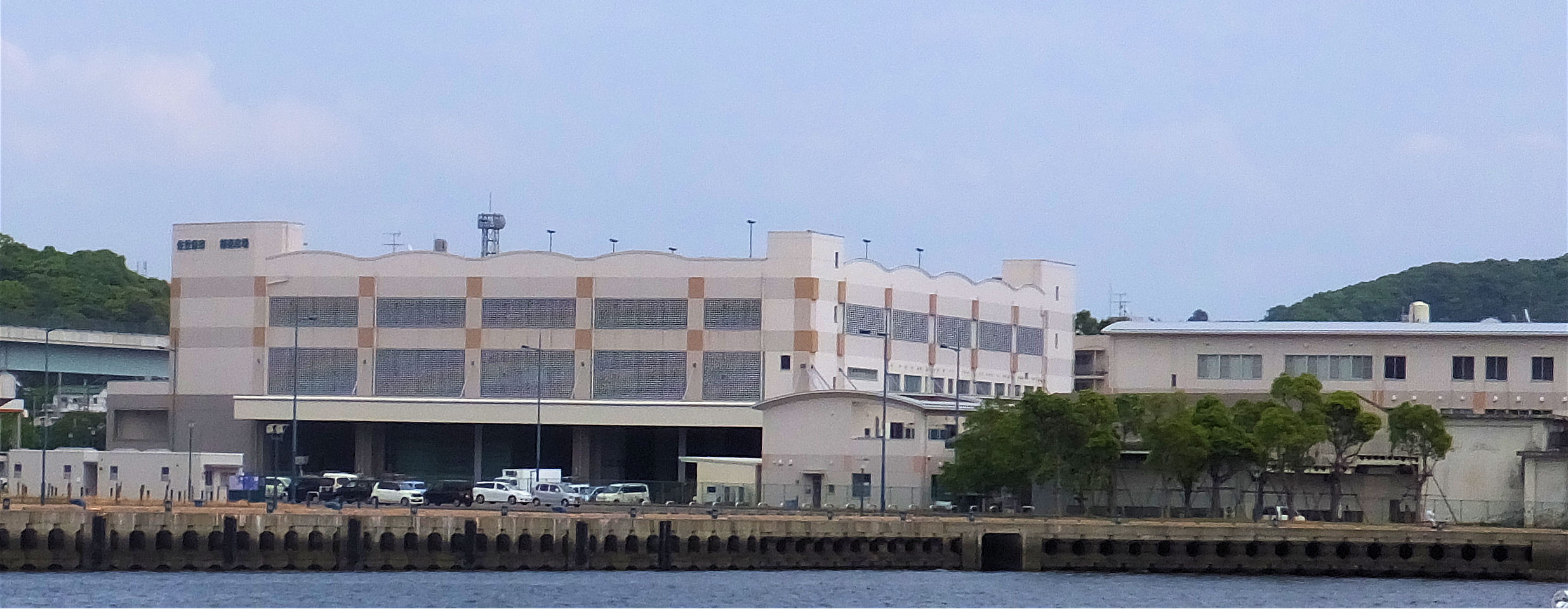
佐世保市地方卸売市場干尽市場（2014年5月撮影）

佐世保市地方卸売市場（させぼしちほうおろしうりしじょう）は、佐世保市が開設している地方卸売市場。同市役所の市長部局内組織として位置づけられている。

## 沿革
- 1907年（明治42年）7月1日 - 折橋町に市営と畜場を開設。
- 1913年（大正2年） - 万津町に民間経営の魚市場が開業。
- 1919年（大正8年）3月 - 湊町に市営の公設青果市場を設置。
- 1920年（大正9年） 11月- 市営魚市場が設立され、万津町の市場を引き継ぐ。
- 1929年（昭和4年）3月 - 魚市場、三浦町へ新築移転。
- 1936年（昭和11年）9月21日 - 中央卸売市場として農林省の開設認可を受ける。（全国で8番目、九州では2番目の認可）
- 1938年（昭和13年）6月 - 青果市場、万津町に移転。
- 1938年（昭和13年）7月1日 - 佐世保市中央卸売市場業務開始。
- 1949年（昭和24年）5月30日 - と畜場、干尽町に移転。
- 1963年（昭和38年）11月24日 - 現在地に干尽市場青果部が完成。
- 1964年（昭和39年）4月1日 - と畜場業務を民間に委託。
- 1972年（昭和47年）10月12日 - 佐世保市食肉地方卸売市場条例施行。
- 1974年（昭和49年）4月1日 - 干尽市場に花き部を開設。
- 1997年（平成9年）9月1日 - 三浦市場と相浦魚類市場（旧相浦町営を継承）を統合して相浦町に新築移転した新水産市場が開場。
- 2001年（平成13年）3月31日 - 相浦青果市場を廃止。
- 2002年（平成14年）4月1日 - 食肉地方卸売市場・と畜場改築し新市場開場。
- 2006年（平成18年）4月1日 - と畜場管理運営について指定管理者制度を導入。
- 2007年（平成19年）1月24日 - 干尽市場新青果市場落成記念式典開催。2月1日より新市場開場。
- 2008年（平成20年）4月1日 - 中央卸売市場干尽市場の花き部を地方卸売市場に転換、花き地方卸売市場を設置。
- 2013年（平成25年）4月1日 - 干尽市場青果部・水産市場を地方卸売市場へ転換、名称を佐世保市中央卸売市場（青果部・水産物部）から佐世保市地方卸売市場（青果市場・水産市場）へ改める。同時に食肉地方卸売市場・花き地方卸売市場を食肉市場・花き市場へ改称[1]。

## 組織
- 佐世保市農水商工部
  - 卸売市場
    - 水産市場

## 市場
- 青果市場（干尽町1番20号） - 面積11,741平方m
- 水産市場（相浦町1563番地）- 面積82,941平方m
- 食肉市場（干尽町3番地42） - 面積10,317平方m と畜場・佐世保市食肉衛生検査所を併設。
- 花き市場（干尽町1番20号） - 面積2,487平方m